# Alice's Fishy Story
Alice's Fishy Story é um curta-metragem de animação estadunidense de 1924, lançado como parte da série Alice Comedies.